# Stanisławów (gmina Rzeczyca)
Stanisławów – wieś w Polsce, położona w województwie łódzkim, w powiecie tomaszowskim, w gminie Rzeczyca.
W latach 1975–1998 miejscowość należała administracyjnie do województwa piotrkowskiego.